# Barisāl River
Barisāl River är en flodgren i Bangladesh.   Den ligger i provinsen Barisal, i den södra delen av landet, 120 kilometer söder om huvudstaden Dhaka.
Trakten runt Barisāl River består till största delen av jordbruksmark. Runt Barisāl River är det mycket tätbefolkat, med 1 361 invånare per kvadratkilometer.